# 名古屋鉄道デキ100形電気機関車
名古屋鉄道デキ100形電気機関車（なごやてつどうデキ100がたでんききかんしゃ）は、名古屋鉄道（名鉄）の前身である初代名古屋鉄道が新製した直流用電気機関車。4両（101～104）が存在した。

## 概要
名古屋電車製作所で新製された、直流600V用凸字形電気機関車で、日本製電気機関車のごく初期の車両である。1924年（大正13年）に2両（デキ101・102）が、1928年（昭和3年）に2両（デキ103・104）が製造された。
それまで名鉄（初代）は、電動貨車で貨物牽引、電車で貨車を牽引などといった運用を行っていたが、国鉄（鉄道省）へ貨車継走する貨物が増加していたため、機関車を製造。その車両がデキ100形である。
走行機器は当時名鉄（初代）で増備していたデボ650形・デセホ700形など旅客用電車との共通性が多く、主電動機は東洋電機製造がイングリッシュ・エレクトリック (EE) 社の国内製造ライセンスを得て製造したTDK-516直流直巻電動機（端子電圧600V時、85 PS≒63.5 kW）、台車はいずれもアメリカ・ボールドウィン・ロコモティブ・ワークス (BLW) 社が設計・製造した、ボールドウィンA形台車を原設計とする形鋼組立形の釣り合い梁式台車を装着した。ただし台車は製造年度でメーカーが異なり、101と102は日本車輛製、103と104は住友製鋼所製であり、そのためか自重も若干異なる。
車体中央機器室には荷物用のスペースがあり、荷物用の引き戸が設けられていた。電動貨車的な使われ方もされていたが、1948年（昭和23年）5月に旧名岐区間（通称「西部線」）の1,500V昇圧に合わせて昇圧改造を実施した際、荷物室に抵抗器、コンプレッサーなどを設置したため、荷物運搬は行われなくなった。
旧西部線区間で運用されていたが、101・102は1965年（昭和40年）11月、103は1966年（昭和41年）2月、104は1968年（昭和43年）5月に廃車。台車は3730系に流用された。